# Colobostema truncatum
Colobostema truncatum är en tvåvingeart som beskrevs av Cook 1971. Colobostema truncatum ingår i släktet Colobostema och familjen dyngmyggor. Inga underarter finns listade i Catalogue of Life.